# Сплайс-пластина
Сплайс-пластина — конструкция для укладки и закрепления сростков оптических волокон разных кабелей.
Служит также для хранения технологического запаса оптических волокон в муфте или кроссе.
Устанавливается обычно в специальные боксы рядом с патч-панелями.
Сплайс-пластина предназначена для размещения мест сварки оптического волокна в так называемом кроссе.
Дополнительные сплайс-пластины могут быть добавлены к имеющимся в кроссе, путём установки поверх друг друга на направляющие.